# Apollo en Python
Apollo en Python is een terracottabeeld van Apollo, een figuur in de Griekse mythologie en van Python, een draak die door Apollo werd gedood. De plastiek werd gemaakt door beeldhouwer Artus Quellinus de Oude. Dit barokke beeld, vervaardigd voor 1650, bevindt zich in het Koninklijk Museum voor Schone Kunsten te Antwerpen. 

## Iconografie
Apollo, een van de belangrijkste goden in de Griekse mythologie, wordt door Quellinus frontaal uitgebeeld. Hij grijpt met zijn rechterhand naar een pijlenkoker terwijl zijn linkerhand een boog vasthoudt. De kunstenaar verwijst naar Apollo als beschermer van de kunsten en toont hem samen met een lier. De draak Python, bewaker van de tempel van Delphi die hij doodde met zijn giftige pijlen, kronkelt naast en achter hem. Dit beeld diende als modello voor een marmeren hoogreliëf en was een van de eerste in een reeks van antieke goden die Quellinus vervaardigde. Het staat anno 2018 in de zuidergalerie van het Paleis op de Dam. 
Een andere, kleinere en zwakkere versie van dit beeld, dat ook wordt toegeschreven aan Quellinus, staat in het Rijksmuseum Amsterdam. Het marmeren hoogreliëf verschilt in die mate van de twee terracottabeelden dat ze niet als reducties van het marmeren beeld kunnen worden beschouwd. Onder meer het drapeersel van Apollo's gewaad loopt in zijn gewaad door tot aan de grond, terwijl dit in beide terracotta's ontbreekt. Documenten in verband met de opdracht van Quellinus laten veronderstellen dat er vaak meer dan één model werd voorgesteld vooraleer een definitieve keuze werd gemaakt.

## Geschiedenis
Het werk kwam in 1909 terecht in de privéverzameling van Charles Van Herck (inventarisnummer: CVH 21C). In 1997 werd het werk verworven door het Erfgoedfonds van de Koning Boudewijnstichting waarna het in 2000 in bruikleen werd toevertrouwd aan het Koninklijk Museum voor Schone Kunsten te Antwerpen.